# 新华街道 (开封市)
新华街道，是中华人民共和国河南省開封市鼓楼区下辖的一个乡镇级行政单位。

## 行政区划
新华街道下辖以下地区：

## 旅游景点
- 大相国寺 于2013年被列为全国重点文物保护单位。

自中社区、自西社区和青龙背社区。